# Поріччя (Довжанський район)
Поріччя (до 1972 року — хутір Хомівка) — селище в Україні, у Сорокинській міській громаді Довжанського району Луганської області. З 2014 року є окупованим. Населення становить 1306 осіб.

## Географія
Географічні координати: 48°15' пн. ш. 39°47' сх. д. Часовий пояс — UTC+2. Загальна площа селища — 7,446 км².
Селище розташоване у східній частині Донбасу за 6 км від центру громади — міста Сорокине. Найближча залізнична станція — Ізварино, за 5 км. Через селище протікає річка Велика Кам'янка.

## Історія
Селище засноване 17 березня 1914 року у результаті поділу хутора Сорокіно на два окремих хутори Сорокіно і Фомовка (селище Поріччя), що розташувалося уздовж правого берега річки Кам'янка та мав усього 35 дворів. До 1917 року козачим отаманом у хуторі Фомовка був Галактіон Григорович Сухоруков.
На території хутора проживав відомий більшовик-революціонер, голова Сорокінської ради робочих депутатів Афанасій Федосійович Биков, який був розстріляний 25 квітня 1917 року білокозачим загоном.
Із закінченням громадянської війни в Фомовці встановлено радянську владу і розпочато масову колективізацію. Були розкуркулені господарства Сухорукова, Симонова, Григорія Краснова. У 1930 році створено перший у районі радгосп «Красний Луч», одним із відділень якого був хутір Фомовка. Директором господарства став Ківа. Побудовано контору; клуб та бібліотека знаходились в бараку. Розпочато будівництво ще одного корівника.
20 липня 1942 року хутір був окупований гітлерівцями. Взимку німці виводили на вулицю худобу місцевих жителів, а в сараї ставили своїх коней. У центрі селища в конюшнях тримали військовополонених.
У лавах підпільної комсомольської організації «Молода гвардія» боролися із фашистами та загинули молоді працівники радгоспу «Первомайський» Василь Бондарєв, Геннадій Лукашев, Дем'ян Фомін, Шура Бондарєва.
14 лютого 1943 року від нацистських загарбників селище визволено 3-ю танковою бригадою 23-го танкового корпусу, яка входила до складу 3-ї гвардійської армії Південно-Західного фронту.
12 червня 2020 року, відповідно до Розпорядження Кабінету Міністрів України № 717-р «Про визначення адміністративних центрів та затвердження територій територіальних громад Луганської області», увійшло до складу Сорокинської міської громади.
17 липня 2020 року, в результаті адміністративно-територіальної реформи та ліквідації  Сорокинського району, увійшло до складу новоутвореного Довжанського району.

## Новітня історія
12 липня 2014 року російсько-терористичні війська здійснюють обстріл українських вояків 72-ї бригади реактивними артилерійськими снарядами поблизу села Поріччя, загинув солдат Дмитро Волков.

## Населення
За даними перепису 2001 року населення селища становило 1306 осіб, з них 1,91% зазначили рідною мову українську, 97,93% — російську, а 0,16% — іншу.

## Економіка
У Поріччі діє сільськогосподарське підприємство ПП «Поріччя», що займається розведенням та вирощуванням великої рогатої худоби.

## Соціальна сфера
У селищі діють ЗОШ I–II ступенів, амбулаторія, ясла-садок, клуб, бібліотека, відділення поштового зв'язку, бар та 2 магазини.